# Иляйко
Иляйко (хорв. Iljko) — князь Приморской Хорватии в 876—878 годах и представитель рода Домагоевичей. Предположительно, был сыном Домагоя. Вполне вероятно, что его имя — результат некорректного перевода Хроники Дандоло, написанной Андреа Дандоло в XIV веке, на латинский язык. 
В годы правления Иляйко Хорватией действительно правил сын Домагоя, но его имя не сохранилось.